# Las noches de Luciana
Las noches de Luciana é uma telenovela colombiana, produzida e exibida pela RCN Televisión. Exibida originalmente em 2004, foi protagonizada por Paola Turbay e Renato Rossini.

## Elenco
- Paola Turbay - Luciana Rivas.
- Renato Rossini - Joaquín Morales.
- Andrea Guzmán - Soledad.
- Javier Delgiudice - José Miguel Escalante.
- Diego León Hoyos - Don Cristóbal.
- Vicky Hernández - Lourdes.
- Salvo Basile - Massimo Nero.
- Luis Fernando Hoyos - Samuel Rivas.
- Verónica Orozco - María Catalina "Katia" Lopera.
- Marcela Gallego - Patricia Escalante de Rivas.
- Luly Bossa - Natividad.
- John Alex Toro - Iván Mauricio Romero.
- Gregorio Pernía - Primitivo.
- Ángela Vergara - Yamile.
- Carmenza Gómez - Eulalia.
- Bibiana Navas - Marisela.
- Juan del Mar - Emerio.
- Martha Restrepo - Nancy Liliana García.
- Shirley Gómez - Zaray.
- Ana María Arango - Gladys Romero.
- Félix Antequera - Calixto.
- Orlando Lamboglia - Memo.
- Luigi Aycardi - Marcelo Varela.
- Carmenza Cossio - Betty.